# 西フォークランド島
西フォークランド島（にしフォークランドとう、West Falkland）は、南大西洋の島。東フォークランド島とともに、フォークランド諸島の主要部を構成している。
面積は4,532 km2で大半が不毛の平坦な地で最高地点がアダム山(700m)である。アルゼンチンとの領有権問題はあるものの、現在はイギリスが領有している。人口は200名未満。主な町は東岸にあるポートハワードである。そこには港と小規模な滑走路が設けられている。1982年のフォークランド紛争の際は、ほとんど戦火を受けなかった。他の主な町はチャトレス、フォックスベイ・イースト、フォックスベイ・ウェスト、ポートスティーブンス。
主な産業は牧羊であり、漁業も行われている。野生動物も多く、ペンギンが生息している。最南端はメレディス岬であり、海鳥の群生地となっているほか、ゾウアザラシを見ることもできる。